# Évette d'Esquibien
Sainte Évette est la patronne des pêcheurs de la baie d'Audierne. Depuis le XVe siècle, elle s'est appelée successivement Dezmat, Dumette, Damet, Devet, Eavet et Évette. On pense que ce fut l'une des compagnes de sainte Ursule au IVe siècle et la sœur de saint Devet, patron de Plozévet.

## Légende
Selon la légende, sainte Edwett serait arrivée à Penhors en barque avec son frère saint Demet, au IVe siècle. Puis elle serait venue  en ce lieu pour y habiter seule et y serait décédée en 383. Par la suite, elle est devenue la sainte patronne des pêcheurs de la baie d’Audierne, qui, pour cette raison, l’ont longtemps vénérée.

## Culte
À Esquibien, une chapelle lui est dédiée et elle porte son nom.

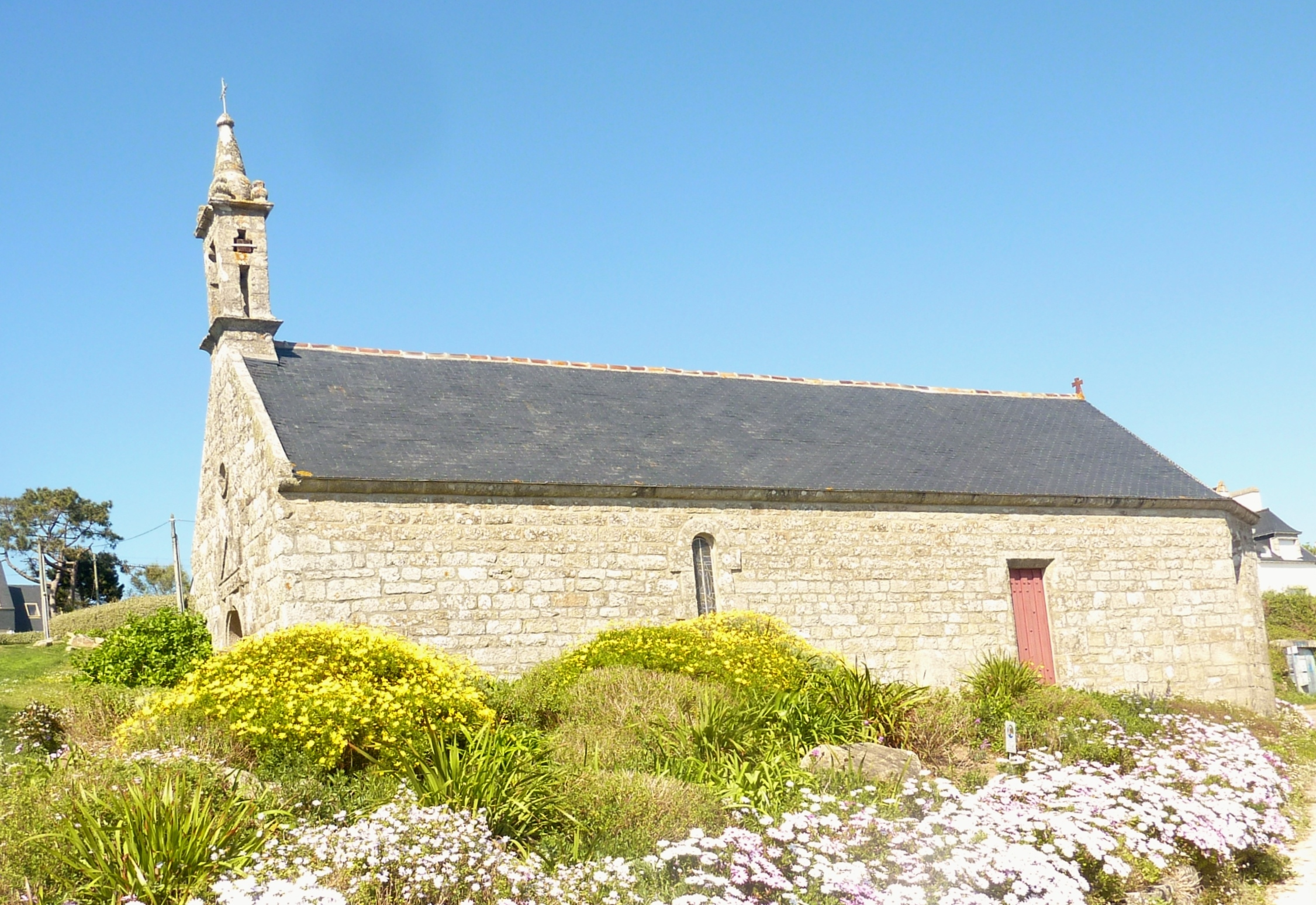
Esquibien : la chapelle Sainte-Edwett (Sainte-Évette).
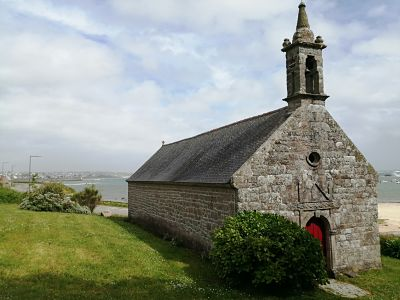
La chapelle Sainte-Évette vue du nord-ouest.
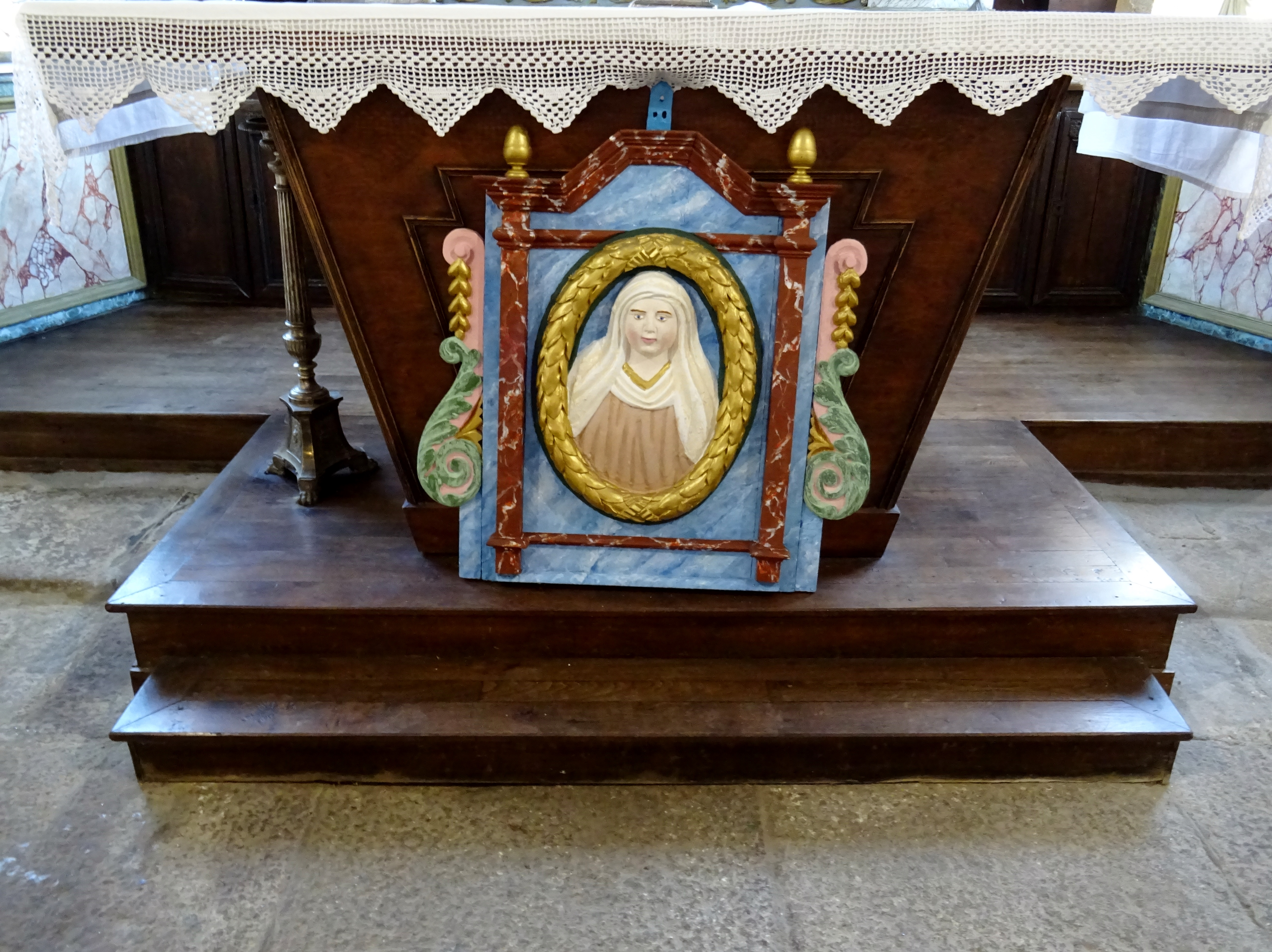
Chapelle Sainte-Edwette (Sainte-Évette) : portrait de sainte Évette.
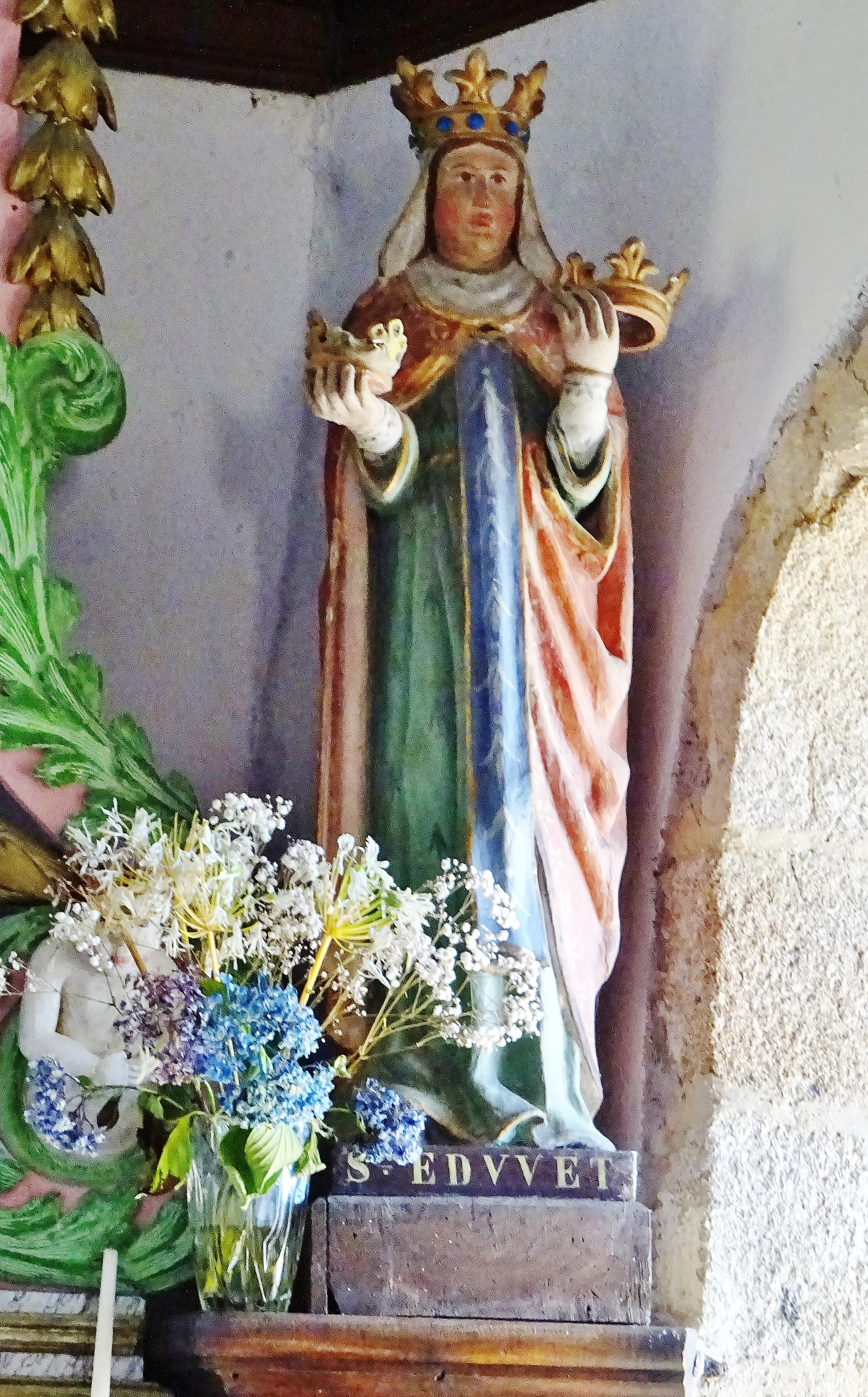
Chapelle Sainte-Edwette (Sainte-Évette) : statue de sainte Évette.
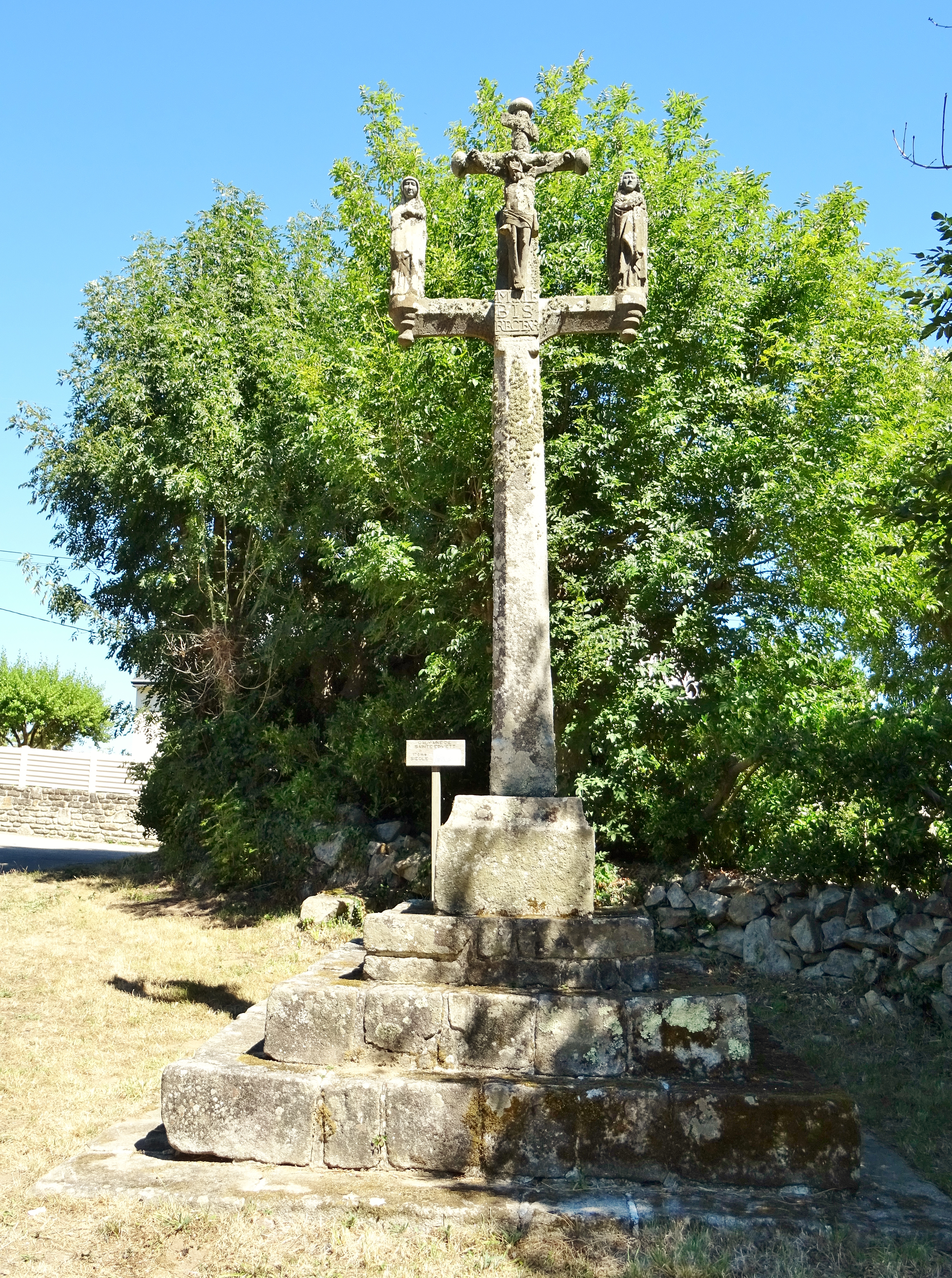
Le calvaire près de la chapelle Sainte-Edwette (Sainte-Évette) ; les statues sont de Roland Doré.
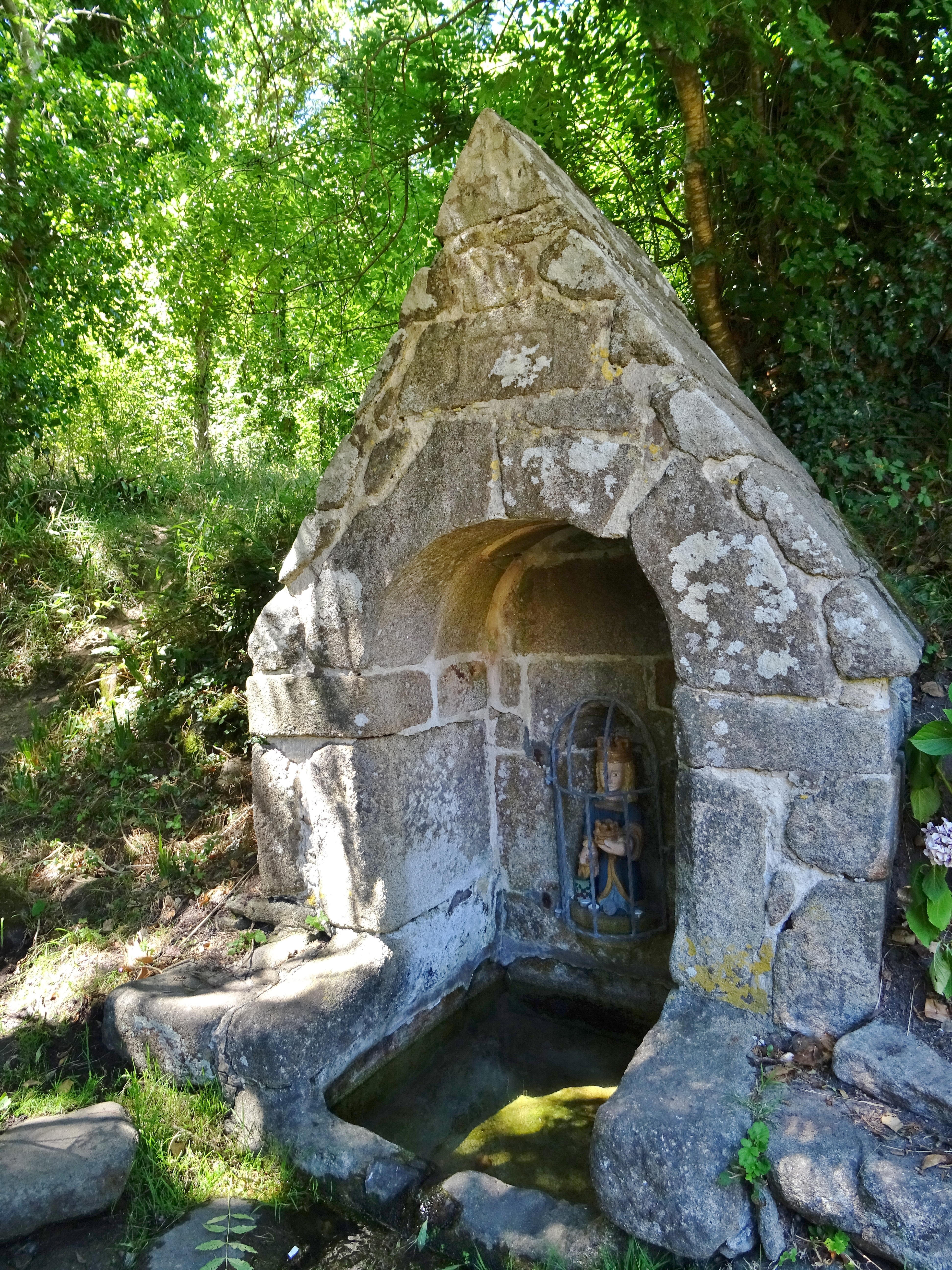
La fontaine proche de la chapelle Sainte-Edwette (Sainte-Évette).